# Podsędkowski

Klanen Trzaskas vapensköld som användes av flera familjer

Podsędkowski är en polsk adelsätt, szlachta, från landskapet Masovien i centrala Polen. 
Till skillnad från övriga Europas adel hade man i Polen ett klansystem med rötter i hednisk tid. När Podsędkowski adlades på 1300-talet upptogs de i en klan, Trzaska. De fick en förläning med tillhörande tjänst som vicedomare i byn Podsędkowice. Samtidigt tog man namnet efter förläningen/byn samt att familjen Podsędkowski fick rätten att bära klanen Trzaskas vapensköld. 
Första kända noteringen om Podsędkowski härrör från 1418 då Mikołajs son Jan z (från) Podsędkowice köpte ett fögderi i byn Trzepowo. År 1540 blev Marcin Podsędkowski hovman hos kung Sigismund II August. Samma Marcin tillträdde tjänsten som hovstallmästare 1551 i Trakai.
Efter Lublinunionen 1569 började många av de jordägande familjerna att flytta österut till mer bördiga områden. 
Podsędkowski gjorde likadant och slog sig ner i bland annat Wolyn och Podole. En annan gren av Podsędkowski slog sig ner i landskapet Lubelskie. Grenen som slog sig ner i Lubelskie var till största delen jordägare och militärer. Idag finns det cirka 18 personer med namnet, samtliga härstammar från anfadern från byn Podsędkowice.